# Верхній Айськ
Верхній Айськ (рос. Верхний Айск) — присілок в Саткинському районі Челябінської області Російської Федерації.
Населення становить 156 осіб (2010). Входить до складу муніципального утворення Айлинське сільське поселення.

## Історія
Згідно із законом від 17 листопада 2004 року органом місцевого самоврядування є Айлинське сільське поселення .

## Населення
| 2002 | 2010 |
| ---- | ---- |
| 175  | ↘156 |